# Pterophyllum altum
Espèce
Le scalaire haut (Pterophyllum altum), aussi appelé altum est une espèce de poissons de la famille des Cichlidae. Il se rencontre dans les eaux très douces et acides du bassin de l'Orénoque (Venezuela) et du réseau nord du Rio Negro (Brésil), dans des zones à faible courant.
Proche parent du scalaire, il partage sa forme haute et très comprimée latéralement et les bandes verticales sombres des spécimens sauvages de scalaires. Ces caractères lui permettent de se confondre dans son milieu naturel constitué de branchages et de racines immergés. Il se distingue, outre par sa répartition géographique, par des nageoires dorsale et anale plus hautes et une dépression en forme de selle au-dessus de la bouche. Sa taille peut atteindre les 20 cm de long et 30 cm de haut nageoires incluses. On relate des spécimens de 40 voire 50 cm de hauteur dans la nature.

## Maintenance en captivité
| Origine         | Brésil                            | Eau           | Eau douce                    |
| Dureté de l'eau | 1-3 °GH                           | pH            | 4,8-6,2                      |
| Température     | 27-31 °C                          | Volume mini.  |                              |
| Alimentation    | Carnivore                         | Taille adulte | 18 à 23 cm                   |
| Reproduction    | Difficile en aquarium             | Zone occupée  | Haut et milieu de l'aquarium |
| Sociabilité     | Pacifique, peureux, vit en groupe | Difficulté    |                              |

Il n'y a pas de dimorphisme sexuel certain en dehors de la période de reproduction, et sa reproduction en captivité est encore très rare à cause des conditions très strictes à respecter en ce qui concerne la qualité de son eau. En temps normal, celle-ci doit avoir une température de 27 à 31 °C, un pH de 4,8 à 6,2, et une dureté comprise entre 1 et 3 °GH.